# SLC26A3
Białko SLC26A3 należy do rodziny białek transportujących aniony zwanej SLC26 (ang. solute carrier family 26), a także gen kodujący to białko. Białko kodowane przez ten gen jest glikoproteiną transbłonową odpowiedzialną za transport jonów siarczanowych. 
Mutacje tego genu są związane z występowaniem wrodzonej biegunki chlorkowej.